# Разумов, Николай Александрович
Николай Александрович Ра́зумов (2 декабря 1941 — 31 мая 2020) — советский боксёр, мастер спорта СССР международного класса, шестикратный чемпион РСФСР, чемпион СССР (1969), заслуженный работник физической культуры Республики Карелия (1996), почётный гражданин Петрозаводска (2012), почётный гражданин Республики Карелия (2014).

## Биография
После окончания восьмилетней школы поступил в Южно-Сахалинское строительно-монтажное училище, где увлёкся боксом (первый тренер В. И. Глашкин). В 1961 году занял второе место на спартакиаде профсоюзов в Воронеже, получил первый спортивный разряд.
В 1962 году призван в армию, определён в спортивный клуб армии в Петрозаводске, начал тренироваться у Леонида Левина. На зональных соревнованиях Северо-Запада в 1962 году занял первое место. На чемпионате РСФСР 1962 года в Ульяновске стал чемпионом в полутяжёлом весе и был признан лучшим боксёром чемпионата, получил звание мастера спорта СССР. За спортивную карьеру становился шесть раз чемпионом РСФСР, был победителем Спартакиады народов РСФСР, союзных и международных турниров.
В 1969 году на чемпионате СССР стал чемпионом в полутяжёлом весе, присвоено почётное звание мастер спорта СССР международного класса.
В 1970 году в качестве капитана сборной СССР принимал участие во встрече боксёров СССР — США. Победа Николая Разумова над чемпионом Панамериканских игр увенчала общую победу над американской сборной со счётом 8:3.
В 1970—1980 годах служил в органах МВД Карельской АССР, инспектор, начальник спецкомендатуры, полковник милиции.
В 1980—2001 годах — заместитель председателя Карельского республиканского общества «Динамо». В 2001 году возглавил Федерацию бокса Республики Карелия.